# Rudraprayag (distrikt)
Rudraprayag är ett distrikt i Indien.   Det ligger i delstaten Uttarakhand, i den norra delen av landet, 280 km nordost om huvudstaden New Delhi. Antalet invånare är 242 285.
Följande samhällen finns i Rudraprayag:
- Kedārnāth